# Arne Blach
Arne Mollerup Blach (født 8. juli 1900 i København, død 11. juli 1977 i Helsingør) var en dansk hockeyspiller, der deltog på det danske landshold ved OL 1928 i Amsterdam og 1936 i Berlin. Blach spillede først for Københavns Hockeyklub, senere for Skovshoved IF og opnåede i alt 11 landskampe i perioden 1925-1936.
Ved OL i 1928 blev Danmark delt nummer fem blandt de ni deltagende hold efter i indledende rundet at have vundet over Schweiz og Østrig samt tabt til Indien og Belgien. Dette var ikke nok til at avancere til slutspillet om medaljerne. Arne Blach spillede alle fire kampe.
Ved OL i 1936 blev Danmark delt nummer syv blandt de elleve deltagende hold efter nederlag i indledende runde til Tyskland og uafgjort mod Afghanistan samt nederlag i to placeringskampe mod henholdsvis Schweiz og Japan. Blach spillede her i kampen mod Afghanistan.
Arne Blach stammede fra en hockeyfamilie, idet hans to storebrødre Ejvind og Svend Blach deltog på det danske hockeylandshold ved OL 1920, og senere blev hans søn, Preben ligeledes landsholdsspiller og deltog ved OL 1948.
Arne Blach blev udnævnt til årets spiller i Skovshoved i 1939, hvilket hans søn også blevet i 1943.